# 克里斯·米勒
克里斯多福·“克里斯”·米勒（英語：Christopher "Chris" Miller），一名美国动画师、导演、制片人、编剧和配音员。

## 生平
他在加州藝術學院学习动画制作，1998年加入梦工厂为动画喜剧《蚁哥正传》担任情节串连图板艺术设计师。
后来，他又为《史瑞克》担任编剧和配音工作。接着担任《史瑞克2》的故事主创。而到了2007年的《史瑞克三世》中，他除了任导演一职（与許誠毅联合执导），还参与编剧和配音工作。
其他他参与配音的作品有：《马达加斯加》（以及视频游戏）和《馬達加斯加2》中的Kowalski等。
他的工作领域很广，包括电影、商业、视频和网络等项目。他曾为可口可乐，佳能等公司制作过广告。
在一个采访中他表示，他把个人的成功归功于《傻瓜大闹科学城》对他的影响。
他是Helios Dance Theater的长期合作者，他妻子蘿拉·葛倫絲坦·米勒（Laura Gorenstein Miller）是这家公司的创建者和主管。

## 导演作品
- 《史瑞克三世》，2007年
- 《穿靴子的猫》，2011年